# Davis Cup 2019
Davis Cup 2019, oficiálně se jménem sponzora Davis Cup by Rakuten 2019, představoval 108. ročník nejdůležitější týmové soutěže mužů v tenise, které se zúčastnilo sto třicet tři národních družstev. Globálním partnerem soutěže se poprvé stala japonská společnost zaměřená na elektronické obchodování Rakuten. Ročník vyhrálo Španělsko.
V důsledku reformy Davis Cupu přijaté v srpnu 2018 na zasedání Mezinárodní tenisové federace v Orlandu se jednalo o premiérový ročník s kvalifikačním kolem a finálovým turnajem pro 18 účastníků na neutrální půdě. Opuštěn tak byl koncept Světové skupiny, hraný v letech 1981–2018. Všechny zápasy se konaly na dvě vítězné sady se závěrečným tiebreakem. Finále s 3. a 4. skupinou zón probíhaly do dvou vítězných bodů (dvě dvouhry a čtyřhra), kvalifikační kolo s 1. a 2. skupinou zón se hrály do tří vítězných bodů (čtyři dvouhry a čtyřhra). Kapitán mohl do týmu nominovat čtyři až pět hráčů.
Obhájcem titulu bylo Chorvatsko, které v předchozím lillském finále zdolalo nejvýše nasazenou Francii 3:1 na zápasy.
Šestou trofej získalo Španělsko po finálovém vítězství nad Kanadou 2:0 na zápasy, již po dvouhrách. Světová jednička Rafael Nadal byla vyhlášena nejužitečnějším hráčem finálového turnaje, když v pěti dvouhrách neztratila ani jednou podání či set, rovněž tak neprohrála žádnou čtyřhru. Španělé navázali na triumfy z let 2000, 2004, 2008, 2009 a 2011. Kanada se do finálového zápasu probojovala poprvé v historii.
Prvním hracím termínem se stal 1. a 2. únor 2019, kdy se konalo kvalifikační kolo. V dubnu a září se uskuteční duely 2. skupin zón a v zářijovém termínu také utkání 1. skupin. Finálový turnaj proběhl mezi 18.–24. listopadem 2019. Dějištěm se stal madridský areál Caja Mágica s tvrdým povrchem dvorců.

## Kvalifikační kolo
Kvalifikační kolo proběhlo 1.–2. února 2019. Nastoupilo do něj dvacet čtyři družstev, které vytvořily dvanáct párů. Jednotlivé dvojice odehrály vzájemná mezistátní utkání. Jeden z členů dvojice hostil duel na domácí půdě. Vítězové postoupili do finále a poražení do 1. skupin tří kontinentálních zón ročníku 2019.
Dvacet čtyři týmů:
- 4 poražení čtvrtfinalisté Světové skupiny 2018 (ČF),
- 8 vítězů světové baráže 2018 (B),
- 12 nejvýše postavených týmů na žebříčku ITF (k 29.10.2018), nekvalifikovaných dle předchozích kritérií, ve třech kontinentálích zónách: 
  - 6 ze zóny Evropy a Afriky (EAZ),
  - 3 ze zóny Asie a Oceánie (AOZ),
  - 3 z Americké zóny (AZ).

Nasazené týmy
1. Belgie (ČF, ITF 4.)
2. Srbsko (B, ITF 8.)
3. Austrálie (nejlépe za WC, ITF 9.)
4. Itálie (ČF, ITF 10.)
5. Německo (ČF, ITF 11.)
6. Švýcarsko (2. nejlépe za WC, ITF 12.)
7. Kazachstán (ČF, ITF 13.)
8. Česko (B, ITF 14.)
9. Švédsko (B, ITF 15.)
10. Rakousko (B, ITF 16.)
11. Kanada (B, ITF 17.)
12. Japonsko (B, ITF 18.)

Nenasazené týmy
- Maďarsko (1. EAZ, ITF 21.)
- Nizozemsko (2. EAZ, ITF 22.)
- Rusko (3. EAZ, ITF 23.)
- Portugalsko (4. EAZ, ITF 26.)
- Bosna a Hercegovina (5. EAZ, ITF 27.)
- Slovensko (6. EAZ, ITF 29.)
- Indie (1. AOZ, ITF 20.)
- Uzbekistán (2. AOZ, ITF 24.)
- Čína (3. AOZ, ITF 30.)
- Kolumbie (1. AZ, ITF 19.)
- Chile (2. AZ, ITF 25.)
- Brazílie (3. AZ, ITF 28.)

| Kvalifikační kolo o finále – 1. a 2. února 2019 | Kvalifikační kolo o finále – 1. a 2. února 2019 | Kvalifikační kolo o finále – 1. a 2. února 2019 | Kvalifikační kolo o finále – 1. a 2. února 2019 | Kvalifikační kolo o finále – 1. a 2. února 2019 | Kvalifikační kolo o finále – 1. a 2. února 2019 | Kvalifikační kolo o finále – 1. a 2. února 2019 |
| Domácí                                          | výsledek                                        | hosté                                           | místo konání                                    | areál / hala                                    | povrch                                          | zdroj                                           |
| ----------------------------------------------- | ----------------------------------------------- | ----------------------------------------------- | ----------------------------------------------- | ----------------------------------------------- | ----------------------------------------------- | ----------------------------------------------- |
| Brazílie                                        | 1–3                                             | Belgie [1]                                      | Uberlândia                                      | Ginásio Municipal Tancredo Neves                | antuka (h)                                      | [ 8 ]                                           |
| Uzbekistán                                      | 2-3                                             | Srbsko [2]                                      | Taškent                                         | Saxovat Sport Servis Sport Complex              | tvrdý (h)                                       | [ 9 ]                                           |
| Austrálie [3]                                   | 4–0                                             | Bosna a Hercegovina                             | Adelaide                                        | Memorial Drive Tennis Club                      | tvrdý                                           | [ 10 ]                                          |
| Indie                                           | 1–3                                             | Itálie [4]                                      | Kalkata                                         | Calcutta South Club                             | tráva                                           | [ 11 ]                                          |
| Německo [5]                                     | 5–0                                             | Maďarsko                                        | Frankfurt                                       | Fraport Arena                                   | tvrdý (h)                                       | [ 12 ]                                          |
| Švýcarsko [6]                                   | 1–3                                             | Rusko                                           | Biel/Bienne                                     | Swiss Tennis Arena                              | tvrdý (h)                                       | [ 13 ]                                          |
| Kazachstán [7]                                  | 3–1                                             | Portugalsko                                     | Astana                                          | Národní tenisové centrum Daulet                 | tvrdý (h)                                       | [ 14 ]                                          |
| Česko [8]                                       | 1–3                                             | Nizozemsko                                      | Ostrava                                         | Ostravar Aréna                                  | tvrdý (h)                                       | [ 15 ]                                          |
| Kolumbie                                        | 4–0                                             | Švédsko [9]                                     | Bogotá                                          | Palacio de los Deportes                         | antuka (h)                                      | [ 16 ]                                          |
| Rakousko [10]                                   | 2–3                                             | Chile                                           | Salcburk                                        | Salzburgarena                                   | antuka (h)                                      | [ 17 ]                                          |
| Slovensko                                       | 2–3                                             | Kanada [11]                                     | Bratislava                                      | AXA aréna NTC                                   | antuka (h)                                      | [ 18 ]                                          |
| Čína                                            | 2–3                                             | Japonsko [12]                                   | Kanton                                          | Olympijské tenisové centrum                     | tvrdý                                           | [ 19 ]                                          |

## Finále
Finále se konalo 18.–24. listopadu 2019 v madridském areálu Caja Mágica na dvorcích s tvrdým povrchem.
Finále se účastnilo 18 týmů:
- 4 semifinalisté Světové skupiny 2018
- 2 divoké karty (Argentina, Velká Británie)
- 12 vítězů kvalifikačního kola hraného v únoru 2019
  - 6 týmů ze zóny Evropy a Afriky
  - 3 týmy z Americké zóny
  - 3 týmy ze zóny Asie a Oceánie

| Účastníci  | Účastníci | Účastníci     | Účastníci  | Účastníci | Účastníci      |
| Argentina  | Austrálie | Belgie        | Francie    | Chile     | Chorvatsko     |
| Itálie     | Japonsko  | Kanada        | Kazachstán | Kolumbie  | Německo        |
| Nizozemsko | Rusko     | Spojené státy | Srbsko     | Španělsko | Velká Británie |
| ---------- | --------- | ------------- | ---------- | --------- | -------------- |

### Formát
| Den                                 | fáze             | týmů | informace                                   |
| ----------------------------------- | ---------------- | ---- | ------------------------------------------- |
| 18.–21. listopadu (pondělí–čtvrtek) | základní skupiny | 18   | 6 skupin po 3 týmech                        |
| 21.–22. listopadu (čtvrtek–pátek)   | čtvrtfinále      | 8    | 6 vítězů skupin + 2 nejlepší z druhých míst |
| 23. listopadu (sobota)              | semifinále       | 4    | kvalifikované týmy do finále 2020           |
| 24. listopadu (neděle)              | finále           | 2    |                                             |

### Skupinová fáze
|  | postup do vyřazovací fáze |

| Skupina                                                                                               | 1. místo       | 1. místo | 1. místo | 1. místo | 2. místo      | 2. místo | 2. místo | 2. místo | 3. místo   | 3. místo | 3. místo | 3. místo |
| Skupina                                                                                               | tým            | MZ       | U        | S        | tým           | MZ       | U        | S        | tým        | MZ       | U        | S        |
| --- | -------------- | -------- | -------- | -------- | ------------- | -------- | -------- | -------- | ---------- | -------- | -------- | -------- |
| A | Srbsko         | 2–0      | 5–1      | 10–2     | Francie       | 1–1      | 3–3      | 6–7      | Japonsko   | 0–2      | 1–5      | 3–10     |
| B | Španělsko      | 2–0      | 5–1      | 11–2     | Rusko         | 1–1      | 4–2      | 8–6      | Chorvatsko | 0–2      | 0–6      | 1–12     |
| C | Německo        | 2–0      | 5–1      | 11–4     | Argentina     | 1–1      | 3–3      | 8–6      | Chile      | 0–2      | 1–5      | 2–11     |
| D | Austrálie      | 2–0      | 5–1      | 10–3     | Belgie        | 1–1      | 3–3      | 7–7      | Kolumbie   | 0–2      | 1–5      | 4–11     |
| E | Velká Británie | 2–0      | 4–2      | 10–5     | Kazachstán    | 1–1      | 3–3      | 7–7      | Nizozemsko | 0–2      | 2–4      | 5–10     |
| F | Kanada         | 2–0      | 4–2      | 9–5      | Spojené státy | 1–1      | 3–3      | 7–8      | Itálie     | 0–2      | 2–4      | 7–10     |
| MZ – poměr mezistátních zápasů, U – poměr jednotlivých utkání v mezistátních zápasech, S – poměr setů |                |          |          |          |               |          |          |          |            |          |          |          |

### Vyřazovací fáze
|  | Čtvrtfinále   | Čtvrtfinále    | Čtvrtfinále   |               |               | Semifinále     | Semifinále    | Semifinále    |               |               | Finále        | Finále        | Finále        |               |               |
|  |               |                |               |               |               |                |               |               |               |               |               |               |               |               |               |
|  | 22. listopadu |                |               |               |               |                |               |               |               |               |               |               |               |               |               |
|  | 8             | Srbsko         | 1             |               |               |                |               |               |               |               |               |               |               |               |               |
|  | 17            | Rusko          | 2             |               |               | 23. listopadu  | 23. listopadu | 23. listopadu | 23. listopadu | 23. listopadu |               |               |               |               |               |
|  |               |                |               |               | 17            | Rusko          | 1             |               |               |               |               |               |               |               |               |
|  | 21. listopadu | 21. listopadu  | 21. listopadu | 21. listopadu |               | 13             | Kanada        | 2             |               |               |               |               |               |               |               |
|  | 9             | Austrálie      | 1             |               |               |                |               |               |               |               |               |               |               |               |               |
|  | 13            | Kanada         | 2             |               |               |                |               |               |               |               | 24. listopadu | 24. listopadu | 24. listopadu | 24. listopadu | 24. listopadu |
|  |               |                |               |               |               |                |               |               |               |               | 13            | Kanada        | 0             |               |               |
|  | 22. listopadu | 22. listopadu  | 22. listopadu | 22. listopadu | 22. listopadu |                |               |               |               |               | 7             | Španělsko     | 2             |               |               |
|  | 5             | Velká Británie | 2             |               |               |                |               |               |               |               |               |               |               |               |               |
|  | 11            | Německo        | 0             |               |               | 23. listopadu  | 23. listopadu | 23. listopadu | 23. listopadu | 23. listopadu |               |               |               |               |               |
|  |               |                |               |               | 5             | Velká Británie | 1             |               |               |               |               |               |               |               |               |
|  | 22. listopadu | 22. listopadu  | 22. listopadu | 22. listopadu |               | 7              | Španělsko     | 2             |               |               |               |               |               |               |               |
|  | 3             | Argentina      | 1             |               |               |                |               |               |               |               |               |               |               |               |               |
|  | 7             | Španělsko      | 2             |               |               |                |               |               |               |               |               |               |               |               |               |

#### Finále: Kanada vs. Španělsko
| | Kanada | 0 :                                                                   | 2    | Španělsko |    |            |
| --- | ------ | --------------------------------------------------------------------- | ---- | --------- | -- | ---------- |
| Estadio Manolo Santana 24. listopadu 2019 |        |                                                                       |      |           |    |            |
| \| \| \| \| 1. \| 2. \| 3. \| \| \| -- \| \| --------------------------------------------------------------------- \| ---- \| ---- \| -- \| ---------- \| \| 1. \| \| Félix Auger-Aliassime Roberto Bautista Agut \| 63 7 \| 3 6 \| \| \| \| 2. \| \| Denis Shapovalov Rafael Nadal \| 3 6 \| 67 9 \| \| \| \| 3. \| \| Vasek Pospisil / Denis Shapovalov Marcel Granollers / Feliciano López \| \| \| \| nehrálo se \| \| \| \| \| \| \| \| \| \| \| \| \| \| \| \| \| \| \| \| \| \| \| \| \| \| \| \| \| \| \| \| \| \| \| \| \| \| \| \| \| |        |                                                                       |      |           |    |            |
| |        |                                                                       | 1.   | 2.        | 3. |            |
| 1. |        | Félix Auger-Aliassime Roberto Bautista Agut                           | 63 7 | 3 6       |    |            |
| 2. |        | Denis Shapovalov Rafael Nadal                                         | 3 6  | 67 9      |    |            |
| 3. |        | Vasek Pospisil / Denis Shapovalov Marcel Granollers / Feliciano López |      |           |    | nehrálo se |
| |        |                                                                       |      |           |    |            |
| |        |                                                                       |      |           |    |            |
| |        |                                                                       |      |           |    |            |
| |        |                                                                       |      |           |    |            |
| |        |                                                                       |      |           |    |            |

## Americká zóna

### I. skupina
- Datum: 13.–14. září a 14.–15. září 2019

| Nasazené týmy 1. Brazílie 2. Ekvádor 3. Dominikánská republika | Další týmy - Barbados - Venezuela - Uruguay |  |

| Domácí       | výsledek | hosté                      | místo konání             | areál / hala                   | povrch | zdroj  |
| ------------ | -------- | -------------------------- | ------------------------ | ------------------------------ | ------ | ------ |
| Brazílie [1] | 3–1      | Barbados                   | Criciúma                 | Sociedade Recreativa Mampituba | antuka | [ 23 ] |
| Venezuela    | 0–4      | Ekvádor [2]                | Doral, Florida (Miami)1) | Doral Park Country Club        | tvrdý  | [ 24 ] |
| Uruguay      | 3–1      | Dominikánská republika [3] | Montevideo               | Carrasco Lawn Tennis Club      | antuka | [ 25 ] |

- 1) V důsledku venezuelské finanční krize odehrála Venezuela utkání jako domácí družstvo na území Miamské metropolitní oblasti ve Spojených státech.

Výsledek
- Tři vítězové postoupili do kvalifikačního kola 2020.
- Tři poražení sestoupili do baráže 1. světové skupiny 2020.

### II. skupina
- Datum: 5.–6. dubna, 13.–14. září a 14.–15. září 2019

| Nasazené týmy 1. Peru 2. Mexiko 3. Guatemala | Další týmy - Bolívie - Salvador - Paraguay |  |

| Domácí        | výsledek | hosté      | místo konání        | areál / hala                             | povrch | zdroj  |
| ------------- | -------- | ---------- | ------------------- | ---------------------------------------- | ------ | ------ |
| Salvador      | 2–3      | Peru [1]   | Santa Tecla         | Complejo Polideportivo de Ciudad Merliot | tvrdý  | [ 26 ] |
| Paraguay      | 1–4      | Mexiko [2] | Asunción            | Club Internacional de Tenis              | antuka | [ 27 ] |
| Guatemala [3] | 2–3      | Bolívie    | Ciudad de Guatemala | Federación Nacional de Tenis             | tvrdý  | [ 28 ] |

Výsledek
- Tři vítězové postoupili do baráže 1. světové skupiny 2020.
- Tři poražení sestoupili do baráže 2. světové skupiny 2020.

### III. skupina
- Datum: 17.–22. června 2019

| Nasazené týmy - Antigua a Barbuda - Bahamy - Kostarika - Portoriko - Americké Panenské ostrovy | Další týmy - Bermudy - Kuba - Honduras - Jamajka - Panama - Trinidad a Tobago |

Výsledek
- Jamajka,  Kostarika a  Portoriko postoupily do baráže 2. světové skupiny 2020.

## Zóna Asie a Oceánie

### I. skupina
- Datum: 13.–14. září, 14.–15. září a 29.–30. listopadu 2019

| Nasazené týmy 1. Indie 2. Uzbekistán 3. Čína | Další týmy - Jižní Korea - Libanon - Pákistán |  |

| Domácí   | výsledek | hosté          | místo konání | areál / hala                             | povrch    | zdroj         |
| -------- | -------- | -------------- | ------------ | ---------------------------------------- | --------- | ------------- |
| Pákistán | 0–4      | Indie [1]      | Nur-Sultan   | Národní tenisové centrum Daulet          | tvrdý (h) | [ 29 ] [ 30 ] |
| Libanon  | 2–3      | Uzbekistán [2] | Džunija      | Automobile and Touring Club of Lebanon   | antuka    | [ 31 ]        |
| Čína [3] | 1–3      | Jižní Korea    | Kuej-jang    | Kuejjangské olympijské sportovní centrum | tvrdý (h) | [ 32 ]        |

Výsledek
- Tři vítězové postoupili do kvalifikačního kola 2020.
- Tři poražení sestoupili do baráže 1. světové skupiny 2020.

### II. skupina
- Datum: 5.–6. dubna a 14.–15. září 2019

| Nasazené týmy 1. Thajsko 2. Nový Zéland 3. Tchaj-wan | Další týmy - Hongkong - Indonésie - Filipíny |  |

| Domácí      | výsledek | hosté           | místo konání | areál / hala                       | povrch | zdroj  |
| ----------- | -------- | --------------- | ------------ | ---------------------------------- | ------ | ------ |
| Thajsko [1] | 3–1      | Filipíny        | Nonthaburi   | National Tennis Development Centre | tvrdý  | [ 33 ] |
| Indonésie   | 1–3      | Nový Zéland [2] | Jakarta      | Gelora Bung Karno Sports Complex   | tvrdý  | [ 34 ] |
| Hongkong    | 0–4      | Tchaj-wan [3]   | Hongkong     | Victoria Park Tennis Stadium       | tvrdý  | [ 35 ] |

Výsledek
- Tři vítězové postoupili do baráže 1. světové skupiny 2020.
- Tři poražení sestoupili do baráže 2. světové skupiny 2020.

### III. skupina
- Datum: 26.–29. června 2019
- Dějiště: Singapore Sports Hub, Singapur (tvrdý, hala)

| Blok A - Kuvajt - Singapur - Srí Lanka - Vietnam | Blok B - Írán - Malajsie - Katar - Sýrie |  |

Výsledek
- Vietnam,  Srí Lanka a  Sýrie postoupily do baráže 2. světové skupiny 2020.
- Singapur a  Írán sestoupily do IV. skupiny asijsko-oceánské zóny 2020.

### IV. skupina
- Datum: 11.–14. září 2019
- Dějiště: Jordánská tenisová federace, Ammán, Jordánsko (tvrdý)

| Blok A - Bangladéš - Pacifická Oceánie - Saúdská Arábie | Blok B - Bahrajn - Irák - Omán | Blok C - Guam - Jordánsko - Mongolsko - Turkmenistán | Blok D - Kambodža - Kyrgyzstán - Tádžikistán - Spojené arabské emiráty |  |

Výsledek
- Pacifická Oceánie a  Jordánsko vyhrály IV. skupinu zóny Asie a Oceánie 2019.

## Zóna Evropy a Afriky

### I. skupina
- Datum: 13.–14. září a 14.–15. září 2019

| Nasazené týmy 1. Česko 2. Švédsko 3. Rakousko 4. Maďarsko 5. Švýcarsko 6. Portugalsko | Další týmy - Bělorusko - Bosna a Hercegovina - Finsko - Izrael - Slovensko - Ukrajina |  |

| Domácí              | výsledek | hosté           | místo konání | areál / hala                              | povrch    | zdroj  |
| ------------------- | -------- | --------------- | ------------ | ----------------------------------------- | --------- | ------ |
| Bosna a Hercegovina | 2–3      | Česko [1]       | Zenica       | Arena Zenica                              | tvrdý (h) | [ 36 ] |
| Švédsko [2]         | 3–1      | Izrael          | Stockholm    | Kungliga tennishallen                     | tvrdý (h) | [ 37 ] |
| Finsko              | 2–3      | Rakousko [3]    | Espoo        | Espoo Metro Areena                        | tvrdý (h) | [ 38 ] |
| Maďarsko [4]        | 3–2      | Ukrajina        | Budapešť     | Sport 11 Sports, Leisure and Event Center | antuka    | [ 39 ] |
| Slovensko           | 3–1      | Švýcarsko [5]   | Bratislava   | AXA Aréna NTC                             | antuka    | [ 40 ] |
| Bělorusko           | 3–2      | Portugalsko [6] | Minsk        | Olympijské tenisové centrum republiky     | tvrdý (h) | [ 41 ] |

Výsledek
- Šest vítězů postoupilo do kvalifikačního kola 2020.
- Šest poražených sestoupilo do baráže 1. světové skupiny 2020.

### II. skupina
- Datum: 5.–6. dubna a 13.–14. září 2019

| Nasazené týmy 1. Rumunsko 2. Jižní Afrika 3. Dánsko 4. Litva 5. Egypt 6. Norsko | Další týmy - Bulharsko - Gruzie - Maroko - Slovinsko - Turecko - Zimbabwe |  |

| Domácí           | výsledek | hosté     | místo konání | areál / hala                   | povrch    | zdroj  |
| ---------------- | -------- | --------- | ------------ | ------------------------------ | --------- | ------ |
| Rumunsko [1]     | 4–1      | Zimbabwe  | Piatra Neamț | Sala Polyvalenta               | tvrdý (h) | [ 42 ] |
| Jižní Afrika [2] | 4–1      | Bulharsko | Kapské Město | Kelvin Grove Club              | tvrdý     | [ 43 ] |
| Dánsko [3]       | 2–3      | Turecko   | Risskov      | Vejlby-Risskov Hallen          | tvrdý (h) | [ 44 ] |
| Maroko           | 2–3      | Litva [4] | Marrákeš     | Royal Tennis Club de Marrakech | antuka    | [ 45 ] |
| Egypt [5]        | 1–3      | Slovinsko | Káhira       | Gezira Sporting Club           | antuka    | [ 46 ] |
| Norsko [6]       | 3–1      | Gruzie    | Oslo         | Njård Tennisklubb              | antuka    | [ 47 ] |

Výsledek
- Šest vítězů utkání postoupilo do baráže 1. světové skupiny 2020.
- Šest poražených sestoupilo do baráže 2. světové skupiny 2020.

### III. evropská skupina
- Datum: 11.–14. září 2019
- Dějiště: Tatoi Club, Athény, Řecko (antuka)

| Blok A - Řecko - Lucembursko - Monako - Polsko | Blok B - Estonsko - Lotyšsko - Černá Hora - Severní Makedonie |  |

Výsledek
- Polsko,  Řecko,  Estonsko a  Lotyšsko postoupily do baráže 2. světové skupiny 2020.
- Černá Hora a  Severní Makedonie sestoupily do IV. evropské skupiny euroafrické zóny 2020.

### III. africká skupina
- Datum: 11.–14. září 2019
- Dějiště: Nairobi Club Ground, Nairobi, Keňa (antuka)

| Blok A - Mosambik - Namibie - Nigérie - Tunisko | Blok B - Alžírsko - Benin - Keňa - Madagaskar |  |

Výsledek
- Tunisko a  Keňa postoupily do baráže 2. světové skupiny 2020.
- Nigérie a  Namibie sestoupily do IV. africké skupiny euroafrické zóny 2020.

### IV. evropská skupina
- Datum: 15.–20. července 2019
- Dějiště: Centro Tennis Cassa di Risparmio, San Marino (antuka)

| Blok A - Albánie - Arménie - Kypr - Island - Lichtenštejnsko | Blok B - Andorra - Irsko - Kosovo - Malta - San Marino |  |

Výsledek
- Kypr a  Irsko postoupily do III. evropské skupiny euroafrické zóny 2020.

### IV. africká skupina
- Datum: 26.–29. června 2019
- Dějiště: Kintélé Sportovní komplex Kintélé, Brazzaville, Konžská republika (tvrdý)

| Blok A - Kamerun - Gabon - Ghana | Blok B - Botswana - Kongo - Rwanda - Uganda |  |

Výsledek
- Ghana a  Rwanda postoupily do III. africké skupiny euroafrické zóny 2020.